# 公爵公园

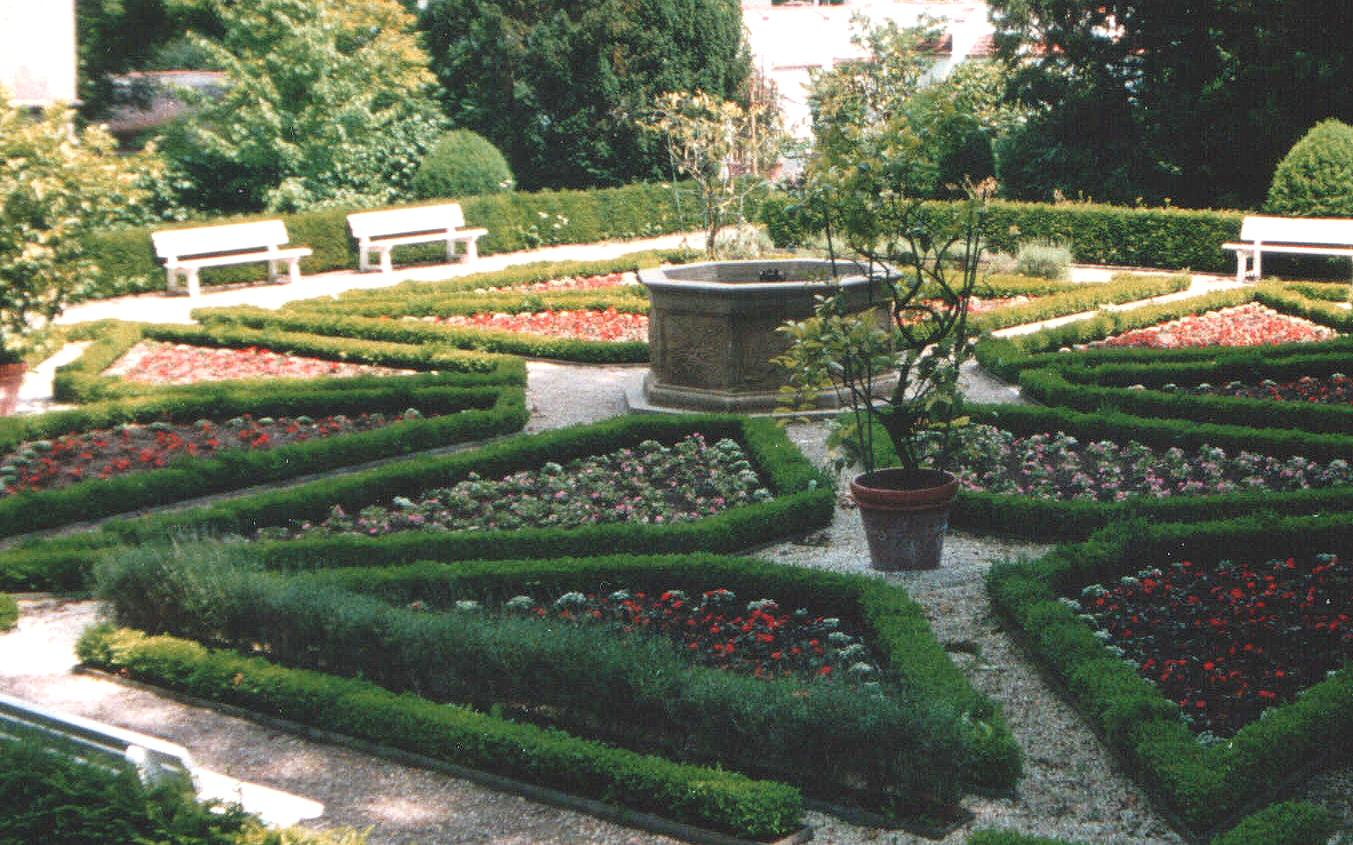
文艺复兴花园

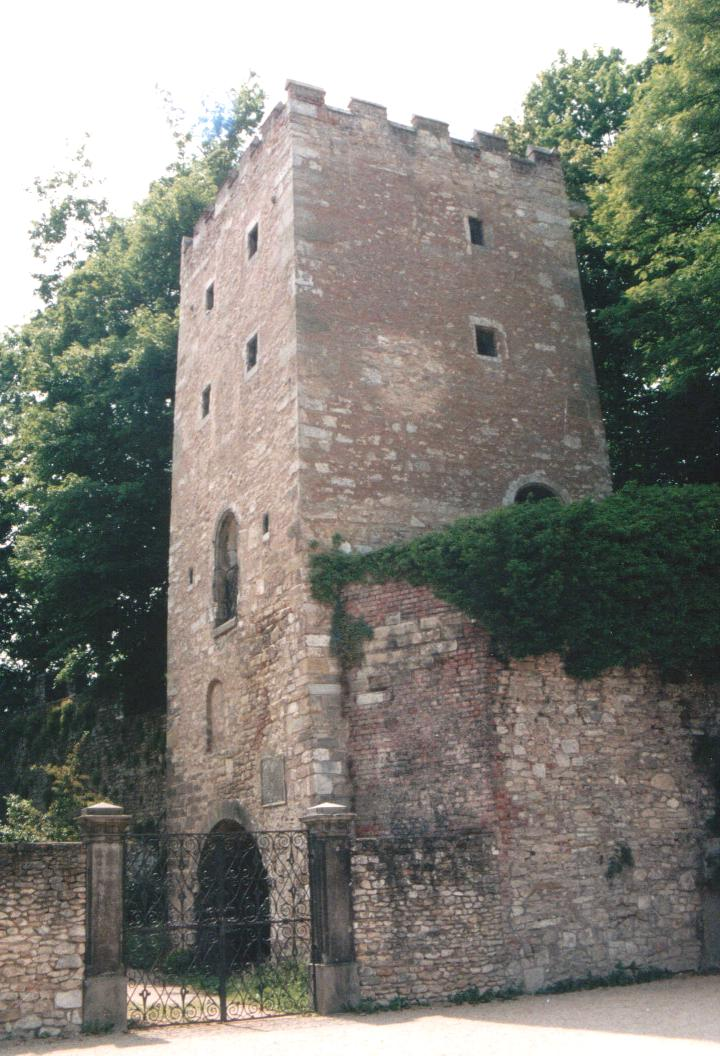

公爵公园（Herzogspark）是德国巴伐利亚雷根斯堡一个占地1.5公顷的市政公园，包括一些小植物园，位于老城区西部边缘多瑙河河畔。
公爵公园的历史可追溯到1293年城墙扩建时，护城河现已成为景观的一部分。此处在1804年成为私人花园，后改为符腾堡公爵宫殿。1935年成为市政财产，在1950至1952年改为公共公园。
- Prebrunnturm - 一个正方形的中世纪塔楼，历史可追溯到1293年，在夏季开放。
- 几个小植物园 - 一个高山花园，有风铃、康乃馨、龙胆、杜鹃、报春花等；玫瑰园；金鱼池塘；和南方植物花园。
- 文艺复兴花园 - 文艺复兴风格，几何形状的花坛，边缘是黄杨矮篱笆，和一个莎士比亚花园。

邻近的符腾堡宫现在是东巴伐利亚自然史博物馆，内容包括矿物学、古生物学、动物学和植物学。 

## 重建
- Old Town of Regensburg with Stadtamhof: Nomination for Inscription on the UNESCO World Heritage List （页面存档备份，存于）
- German Wikipedia article
- Wikimapia entry （页面存档备份，存于）

49°1′23″N 12°4′56″E / 49.02306°N 12.08222°E